# محمد کرمی‌زاده
محمد کرمی زاده دهنو یاسوج (زادهٔ ۱۳۰۰ در نجف – درگذشتهٔ ۹ بهمن ۱۳۸۱) از روحانیون است.

## زندگی
در سال ۱۳۰۰ هـ. ش، در نجف به دنیا آمد. کرمی تحصیلاتش را از دروس کلاسیک در نجف فرا گرفت. سپس با آغاز جنگ جهانی دوم به ایران آمد و در قم به ادامه تحصیل پرداخت.
وی در قم دروس خارج فقه و اصول شرکت کرد و از شاگردان سید محمد حجت کوه کمرهای سیدحسین بروجردی، سید محمدتقی خوانساری، سید صدرالدین عاملی بود.
کرمی پس از تکمیل دروس حوزوی، به تألیف و تحقیق در حوزههای مختلف از جمله، فقه، اصول، کلام، اخلاق، تفسیر پرداخت و آثار مختلفی را منتشر کرد. او در روز چهارشنبه ۹ بهمن ماه ۱۳۸۱ش. از دنیا رفت.
فرزندش علی کرمی نیز از علمای تشیع بود.

## آثار
از میان آثار او کتاب «نتائج الفکر فی شرح الباب الحادی عشر» است که در چهار جلد منتشر شده و نخستین جلد آن در سال ۱۳۷۶ و جلد چهارم آن در سال ۱۳۸۰ به پایان رسید.
این کتاب به صورت شرح بر باب حادی عشر نوشته شده‌است. در جلد نخست این کتاب به آراء مادیها پرداخته و پیرامون نظریه داروین سخن گفته‌است. نام یکی دیگر از کتاب‌هایش ""التفسیر لکتاب الله المنیر"" در هشت جلد است.
از دیگر تالیفاتش:
- التفسیر لکتاب الله المنیر (۸ج)
- القول الجامع فی تحریر فروع الشرایع (۷ج)
- اتحاف الطالب فی حلّ عقدة المکاسب (۵ج)
- الهدایة الی توضیح الکفایة (۵ج)
- شرح الدروس الشرعیه از شهید اول(۸ج)
- الوشاح علی الشرح المختصر لتلخیص المفتاح (۳ج) در علوم معانی و بیان و بدیع، شرح تلخیص المفتاح قزوینی
- نتایج الفِکَر فی شرح الباب الحادی عشر (۴ج)
- الحیاة الروحیة (۴ج) تاریخ وقایع صدر اسلام و دوران امیرالمؤمنین
- بحوث و آراء (۶ج)
- التقریب الی حواشی التهذیب، در علم منطق، شرح تهذیب المنطق تفتازانی
- الاعمال الاربعة، در علم حساب و ریاضیات
- تخمیس قصیده کوثریه سید رضا هندی
- عواطف ثائرة، ملحمة شعریة
- نهج البلاغه فی معارفه و فنونه (۳ج)، شرح نهج البلاغه
- قصص الانبیاء
- دیوان اشعار
- دیوان الحقائق ومطلع الفجر الصادق، در اخلاق و اجتماع